# Октябрь (альбом)
Октябрь — третий студийный сольный альбом российского рэпера St1m’a. После ухода с лейбла KingRing этот альбом был выпущен звукозаписывающей компанией Монолит 25 апреля 2010 года.

## Создание альбома
Однажды я приехал в Киев на совместный концерт с Триадой и Ассаи. А вечером отправился на студию, чтобы записать демо нового альбома, для себя отметить какие-то минусы и плюсы. Но все делалось настолько легко и быстро, что к 9 утра у меня был "начисто" записан альбом "Октябрь". Когда ничего на тебя не давит, когда ты в своё удовольствие делаешь, все дается гораздо легче.
 — в интервью сайту Rap.ru 

## Список композиций
1. Октябрь  (3:11)
2. Мой Wi  (3:04)
3. Свет  (3:18)
4. Когда я открою глаза  (3:28)
5. Уличный блюз  (3:30)
6. Хочу знать  (3:23)
7. Мама любит меня  (3:50)
8. Варадеро  (3:17)
9. Он мой друг  (3:16)
10. Вороны (3:04)
11. Музыка  (3:44)
12. Сказки на ночь (3:13)
13. Иду на таран   /саундтрек к фильму «Мы из будущего 2»/  (3:29)

## Рецензии
В чём нельзя исполнителю отказать, так это в отличном звуке. Местами мелодичная музыка, местами модный клубный рэп, вылизанный, звучащий именно так, как ждут поклонники (как раз в школе скоро летние каникулы), он создает отличный фон для текстов Стима. В которых, как обычно, нет никакой двусмысленности, они просты и доступны для широкой аудитории. Все темы, что перебирает рэпер на альбоме, от любви (к маме, городу, друзьям, улицам и девушкам) до смерти, не несут в себе никаких хитрых метафор. Всё просто, понятно и съедобно и с удовольствием. Радиостанции явно не будут твердить о неформате.
 — пишет sweex на сайте Hip-hop.ru 